# 조용환
조용환은 대한민국의 변호사이다. 국제법과 유엔을 비롯한 국제기구의 절차를 활용한 분쟁해결을 대한민국 내에 소개하고 법률 실무에 도입하는 데 선구적 역할을 했다. 1983년에 발생한 '함주명 조작 간첩 사건' 소송 대리인으로 참여하여 2005년 '조작 간첩 사건' 최초로 무죄 판결을 이끌어내며 재심 재판의 이론적·실천적 밑그림을 제시하였다. 이후에도 국가폭력 생존자들을 위한 일에 참여하였고 고문생존자들이 주체가 되어 만든 인권단체 '진실의힘' 이사로도 재직하였다. 세월호 침몰 사고 기록물 제작과 관련하여 한겨레 정은주 기자에게 도움을 주었는데 '진실의힘 세월호 기록팀'을 꾸려 함께 《세월호, 그날의 기록》을 발간하였다.

## 학력
- 대신고등학교
- 서울대학교 법학 학사
- 서울대학교 대학원 법학과 석사

## 경력
- 법무법인 지평지성 변호사
- 제주 올레 이사
- 희망제작소 감사
- 한국인권재단 사무총장
- 나눔인터내셔날
- 법무법인 지평 대표변호사
- 서울대학교 법과대학 강사
- 성공회대학교 겸임교수
- 세계인권선언 50주년 기념사업위원회 위원
- 제 23회 사법시험 합격
- 영국 케임브리지대학교 국제법연구소 객원연구원
- 미국 하버드대학교 법과대학 인권연구소 객원연구원
- '진실의힘' 이사[4]
- 2017년 11월 ~ 2020년 3월 KBS 한국방송공사 이사

## 생애
1988년부터 변호사 생활을 했다. 민주당에 의해 대한민국 헌법재판소 재판관에 지명됐으나  2012년 2월 9일,부결됐다. 이는 대한민국에서 1987년 제9차 헌법 개정에 의해 1988년 헌법재판소가 설치된 이래 처음있는 일이었다. 헌법재판소 재판관 인사청문회에서 "(천안함 사태는) 정부에서 그렇게(북한의 소행으로) 발표를 했고, 저도 그럴 것 같다고 생각하고 있다. 제가 보지 않았기 때문에 아무래도 확신이라는 표현을 하는 것은 적절하지 않은 것 같다"고 말했다는 이유로 한나라당 소속 국회의원들에게 '이념적으로 편향된 인사'로 평가되었다.